# Cor Kools
Cornelis „Cor” Wilhelmus Kools (ur. 20 lipca 1907 w Teteringen, zm. 24 września 1985 w Bredzie) – piłkarz holenderski grający na pozycji pomocnika. W swojej karierze rozegrał 16 meczów i strzelił 3 gole w reprezentacji Holandii.

## Kariera klubowa
Całą swoją Kools spędził w klubie NAC Breda. Zadebiutował w nim w 1925 roku i grał w nim do 1941 roku.

## Kariera reprezentacyjna
W reprezentacji Holandii Kools zadebiutował 22 kwietnia 1928 roku w wygranym 2:0 towarzyskim meczu z Danią, rozegranym w Amsterdamie. W debiucie zdobył gola. W tym samym roku był w kadrze Holandii na igrzyska olimpijskie w Amsterdamie. Od 1928 do 1930 roku rozegrał w kadrze narodowej 16 meczów i zdobył w nich 3 bramki.

## Kariera trenerska
W latach 1934–1944 i 1945–1947 Kools był trenerem NAC Breda.